# Scarabaeus nitidicollis
Scarabaeus nitidicollis är en skalbaggsart som beskrevs av Lansberge 1882. Scarabaeus nitidicollis ingår i släktet Scarabaeus och familjen bladhorningar. Inga underarter finns listade i Catalogue of Life.